# Grækenlands Kommunistisk Organisation
Grækenlands Kommunistisk Organisation (Græsk: Κομμουνιστική Οργάνωση Ελλάδας, KOE) er et græsk kommunistisk politisk parti, som bygger sig teoretisk op af maoismen, partiet blev grundlag i januar 2003 på en stiftende kongres.
KOE udgiver parti bladet Aristera! (Venstre!) som er udkommet siden februar 1996, som et måneligt blad, KOE udgiver også nyhedsavisen Dromos tis aristeras (Græsk: Δρόμος της αριστεράς, Vejen til venstre) som begyndte at udkomme i februar 2010.
KOE er med i valgsamarbejde SYRIZA imellem forskellige græske venstrefløjspartier, ved Europa parlaments valget i 2009 fik listen omkring 240.000 stemmer svarende til 4,70%, nok til en plads i Europa Parlamentet, ved det græske parlaments valg samme år fik listen omkring omkring 315.000 stemmer svarende til 4,60%, hvor de fik 13 pladser.